# Trapèze (nautisme)
Pour les articles homonymes, voir Trapèze (homonymie).

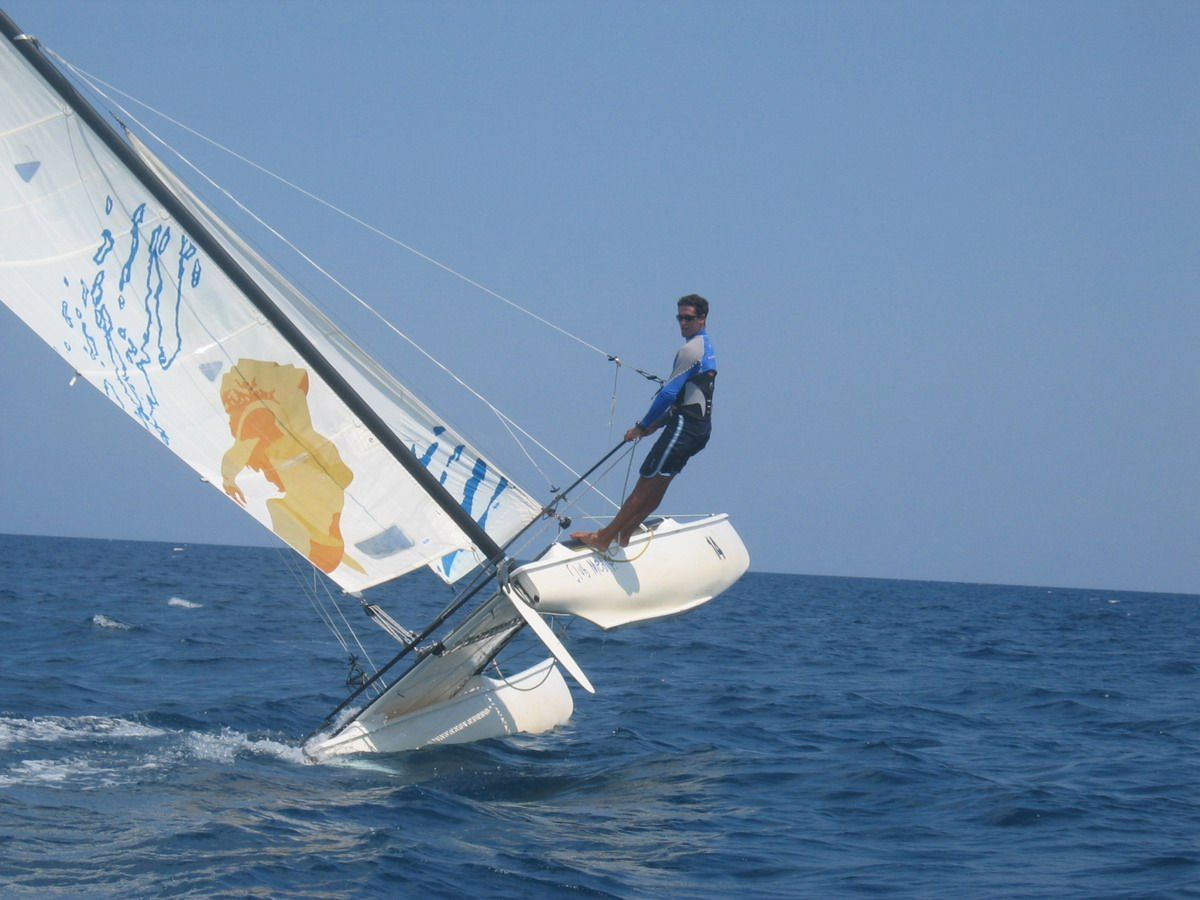
L'utilisateur d'un catamaran en rappel avec un trapèze et un baudrier.

En nautisme, le trapèze est un câble qui descend du mât d'un dériveur léger ou d'un catamaran de sport et muni en bas d'une poignée, d'un anneau et d'un sandow de retenue.
Le skippeur ou les équipiers qui souhaitent contrebalancer la gîte du bateau sous l'action du vent s'équipent d'un baudrier ou d'un harnais qui leur permet de s'accrocher au câble et de se suspendre à l'extérieur de la coque, augmentant ainsi considérablement le couple de redressement.

## Historique
Une forme primitive du trapèze est signalée par l'écrivain et aventurier Henry de Monfreid (Les Secrets de la mer Rouge) chez les pirates Zaranigs, qui équilibraient la poussée des immenses voiles latines de leurs embarcations, les zarougs, réputées pour leur grande vitesse, avec des hommes d'équipage se suspendant en dehors de la coque grâce à des cordages frappés en tête de mât.
On crédite en général de l'invention du trapèze sous sa forme moderne, un peu avant la Seconde Guerre mondiale, le régatier britannique Peter Scott qui remporta ainsi une importante épreuve en 1938, avant que les autorités sportives britanniques n'interdisent (pour quelques années) le trapèze jugeant le procédé trop acrobatique et déloyal.
L'admission du trapèze dans les régates, dans le courant des années 1950, a révolutionné les performances des voiliers de sport. En effet, elle a permis aux dériveurs de l'époque, dont la construction nettement moins lourde en matériaux composites était complètement maîtrisée, d'atteindre des vitesses impensables jusqu'alors, les coques pouvant déjauger dans des conditions de vent suffisamment fortes et ainsi dépasser leur vitesse limite de navigation « en déplacement ».

## Galerie

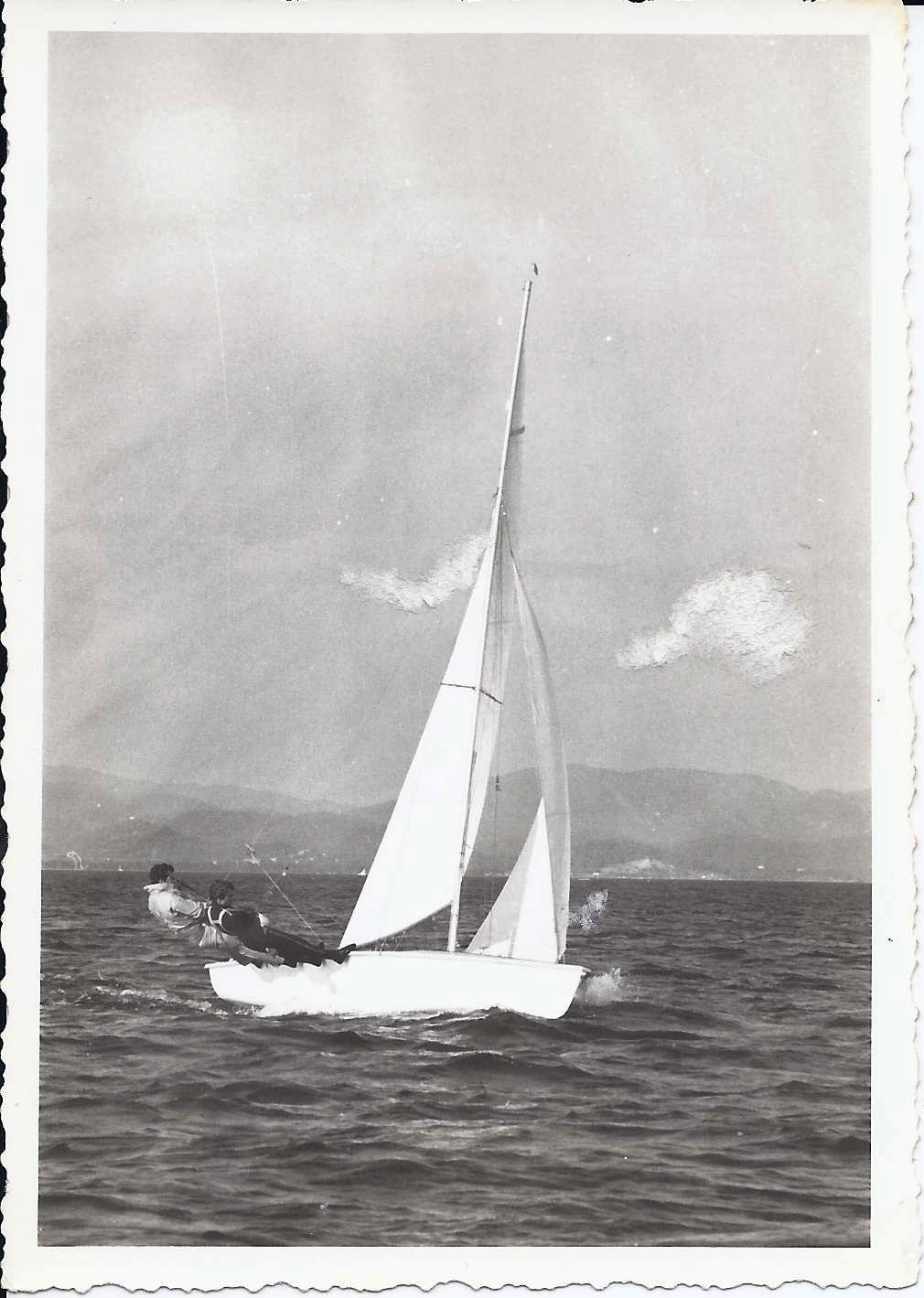
Windy 369 testant le double trapèze en rade d'Hyères en 1969.
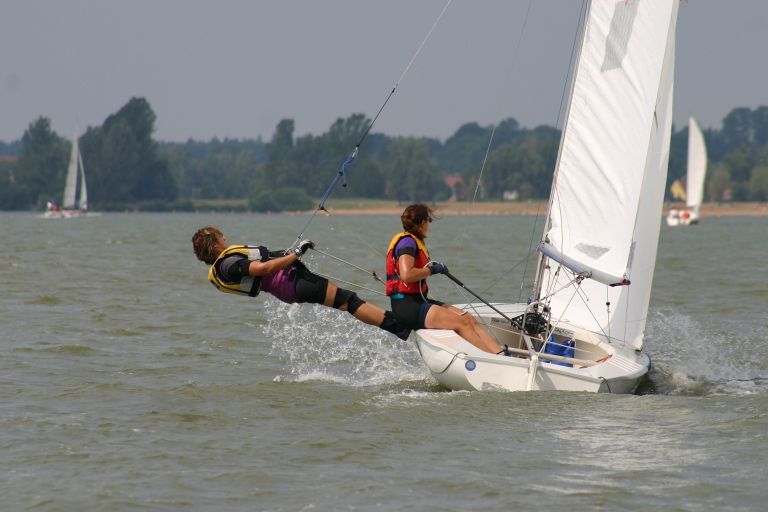
Équipière en rappel sur un dériveur (Korsar allemand).
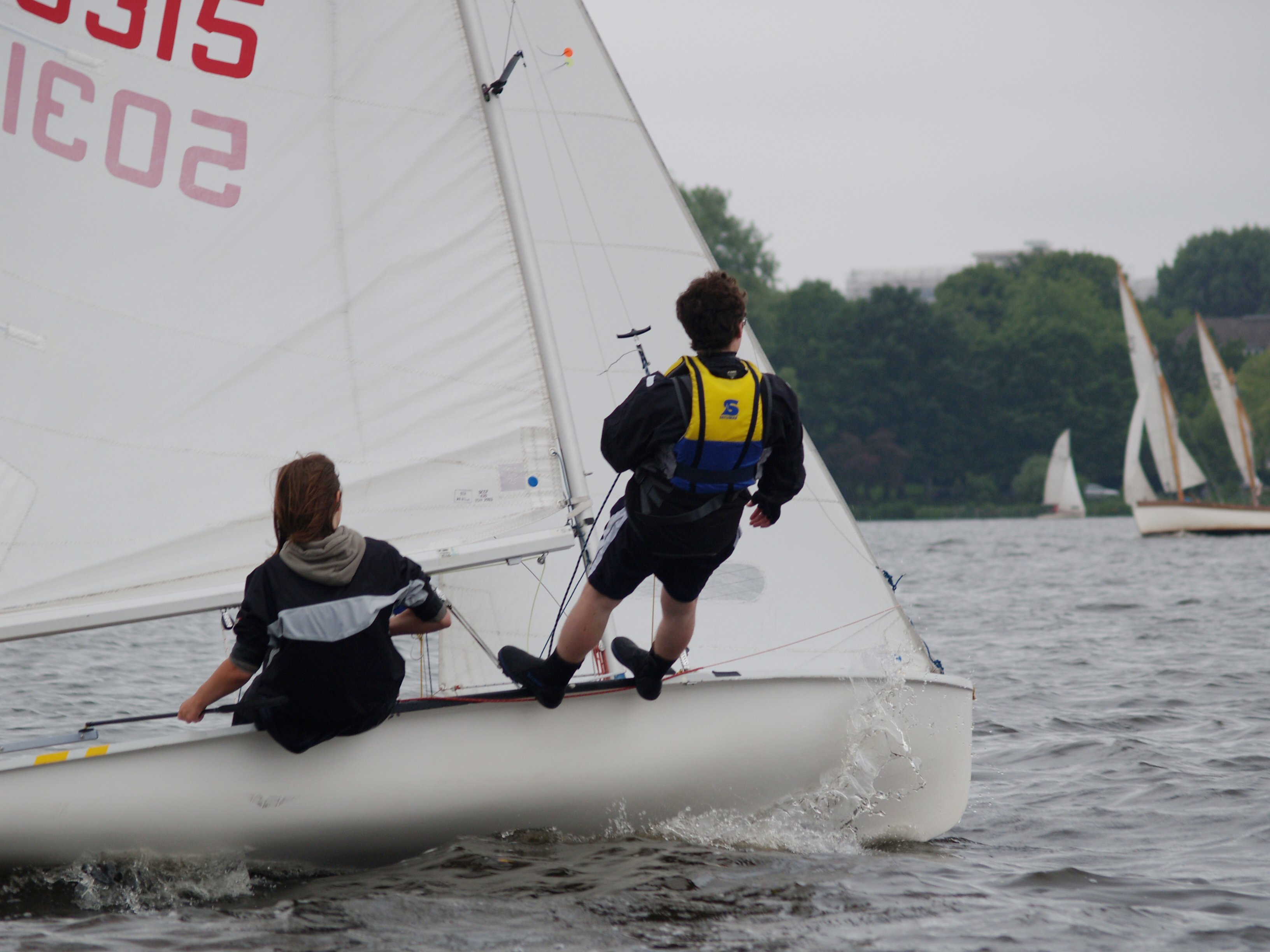
Équipier au trapèze sur 420 (mauvaise  position des pieds dont les talons sont sur le liston).
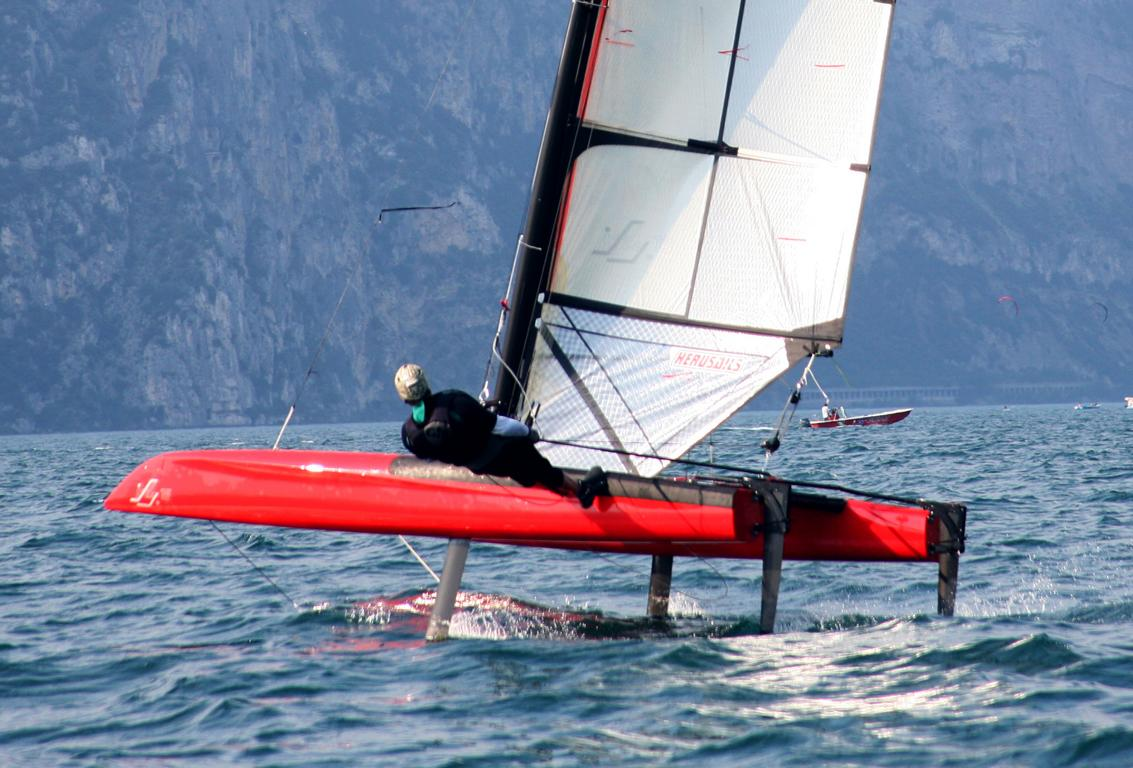
Skippeur en rappel sur un catamaran de sport.